# Дамбулла (монастир)
7°51′24″ пн. ш. 80°38′57″ сх. д. / 7.85667° пн. ш. 80.64917° сх. д.
Золотий храм Дамбулла — печерний буддистський монастир I-го століття до нашої ери, висічений в скелі з численними статуями Будди. Кам'яний храм сплячого Будди є найбільшим печерним храмом в Південній Азії. Священне місце паломництва вже 22 століття.
У створенні печерного храмового комплексу брали участь багато правителів острова, які змінювали один одного. Він складається з декількох печер, розташованих на висоті 350 метрів, і численних ніш, поверхня яких розписана буддійським настінним живописом.
Збереглися 5 печер і залишки 25 скельних келій. Висота головного храму цієї найбільшої і найкраще збереженої святині у Шрі-Ланці — 600 з гаком метрів, ширина — 33 метри. У різних печерах збереглися 157 статуй і настінний буддійський живопис загальною площею 2100 квадратних метрів. У храмі знаходиться найбільша колекція статуй Будди, багатьом з яких понад 2000 років. 73 з них покриті золотом.
Кожна з п'яти печер має свою назву:
Девараджалена. У печері знаходиться 14-метрова статуя лежачого Будди з учнем Анандом біля його ніг. Ще є чотири статуї Будди і статуя бога Вішну. Зовні до печері примикає каплиця бога Вішну.
Махараджалена. Найбільша печера, в якій знаходиться ступа, оточена 11-ю скульптурами Будди в стані медитації. У печері є багато інших скульптур.
Маха Алут Віхара. У печері розміром 27×10 м знаходяться 56 статуй, серед яких сплячий 9-метровий Будда, 13 Будд в позі лотосу і 42 стоять. На стелі намальовані зображення 1000 Будд в стані медитації.
Паччіма Віхара. Печера 16х8х8 м з невеликою ступою в центрі.
Девана Алут Віхара. Невелика печера, яка раніше використовувалася як склад. Містить 11 статуй Будди, а також статуї богів Вішну, Катарагами та місцевого бога Девата Бандар.
Монастир розташований на вкритій лісом мальовничій вершині гори, де пустують безліч мавп.
Золотий Печерний Храм охороняється ЮНЕСКО.

## Галерея

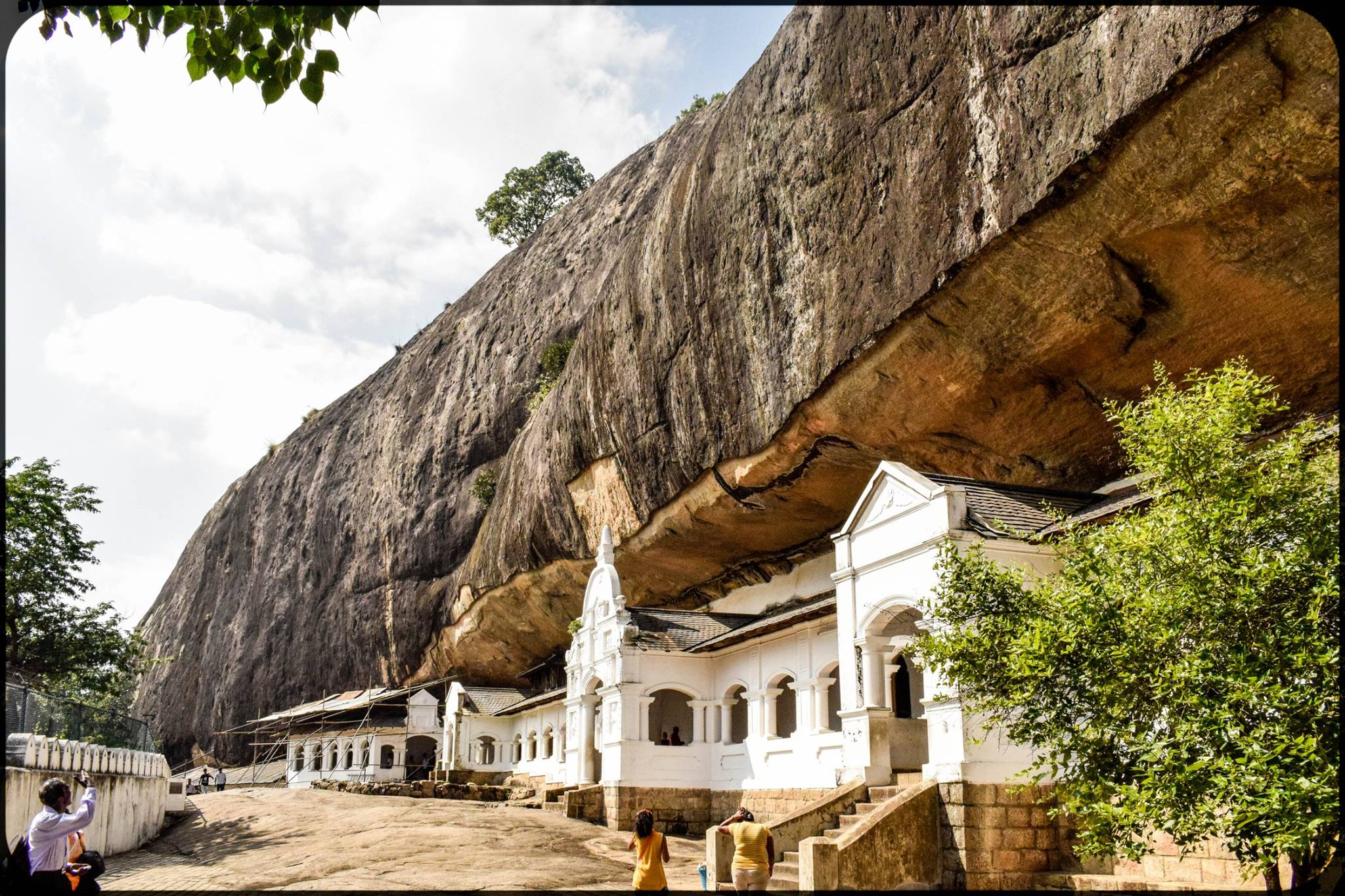
Печерний храмовий комплекс
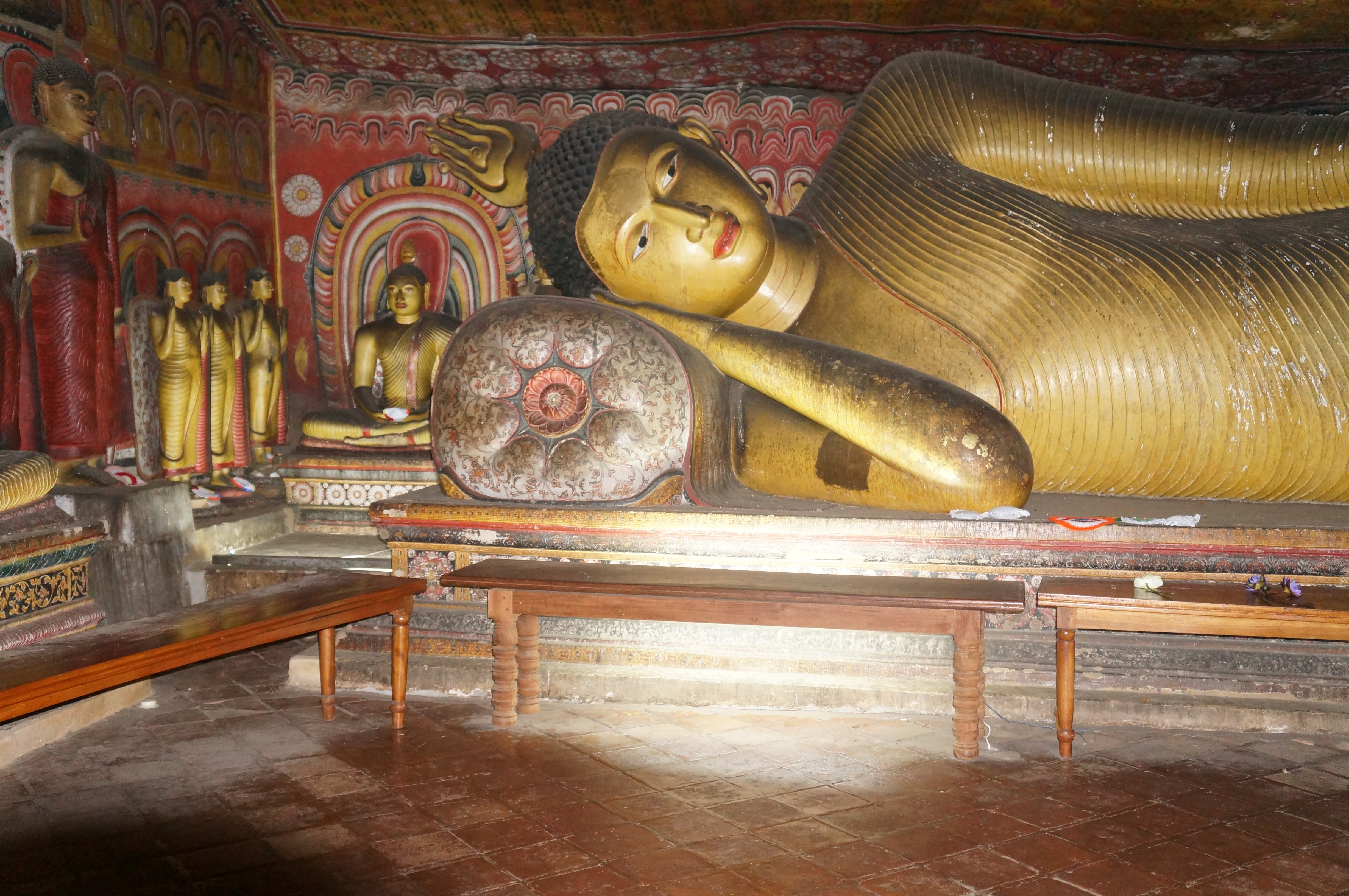
Статуя на лежачого Будди
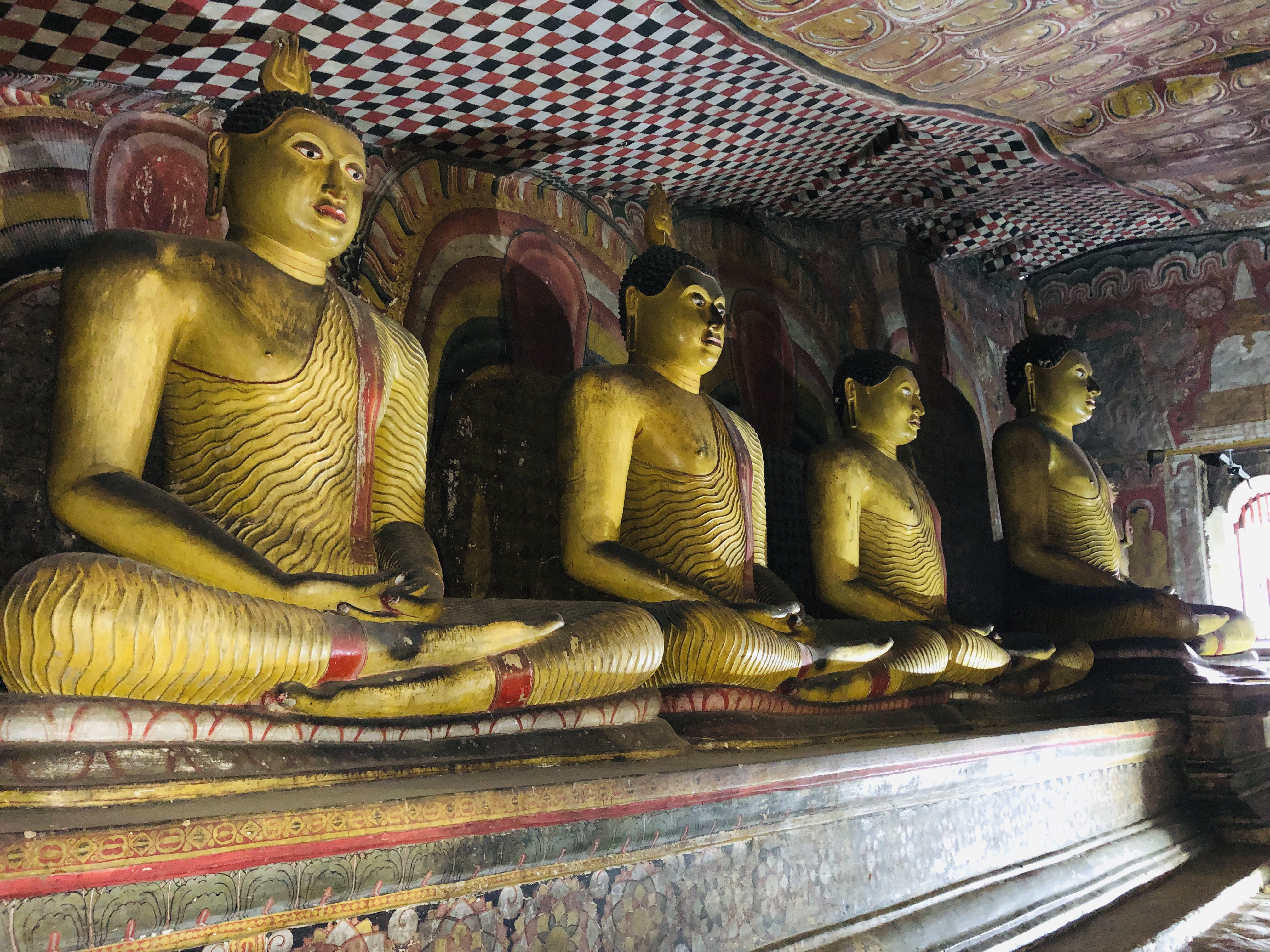
Статуї Будди
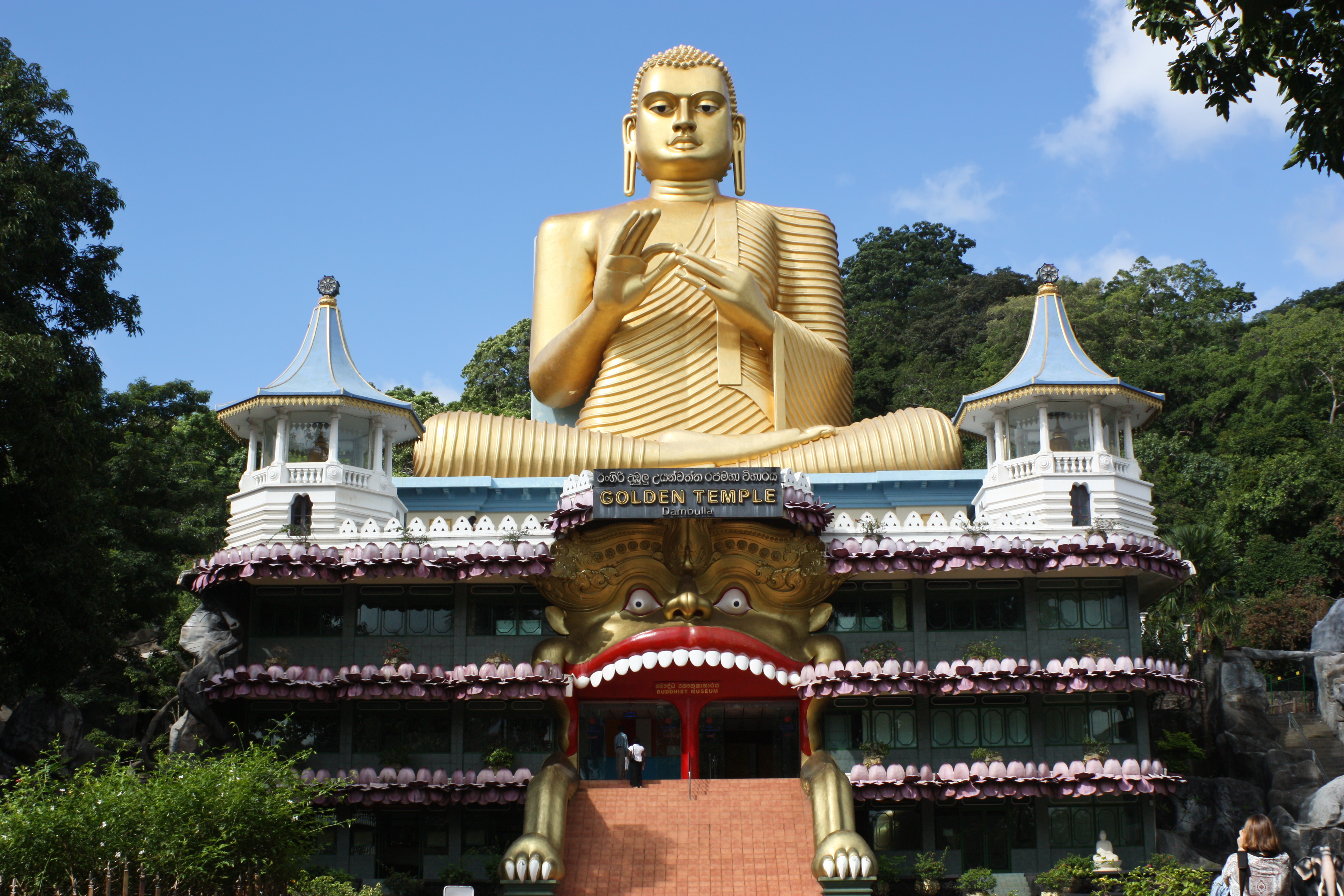
Золотий Будда в Дамбулла
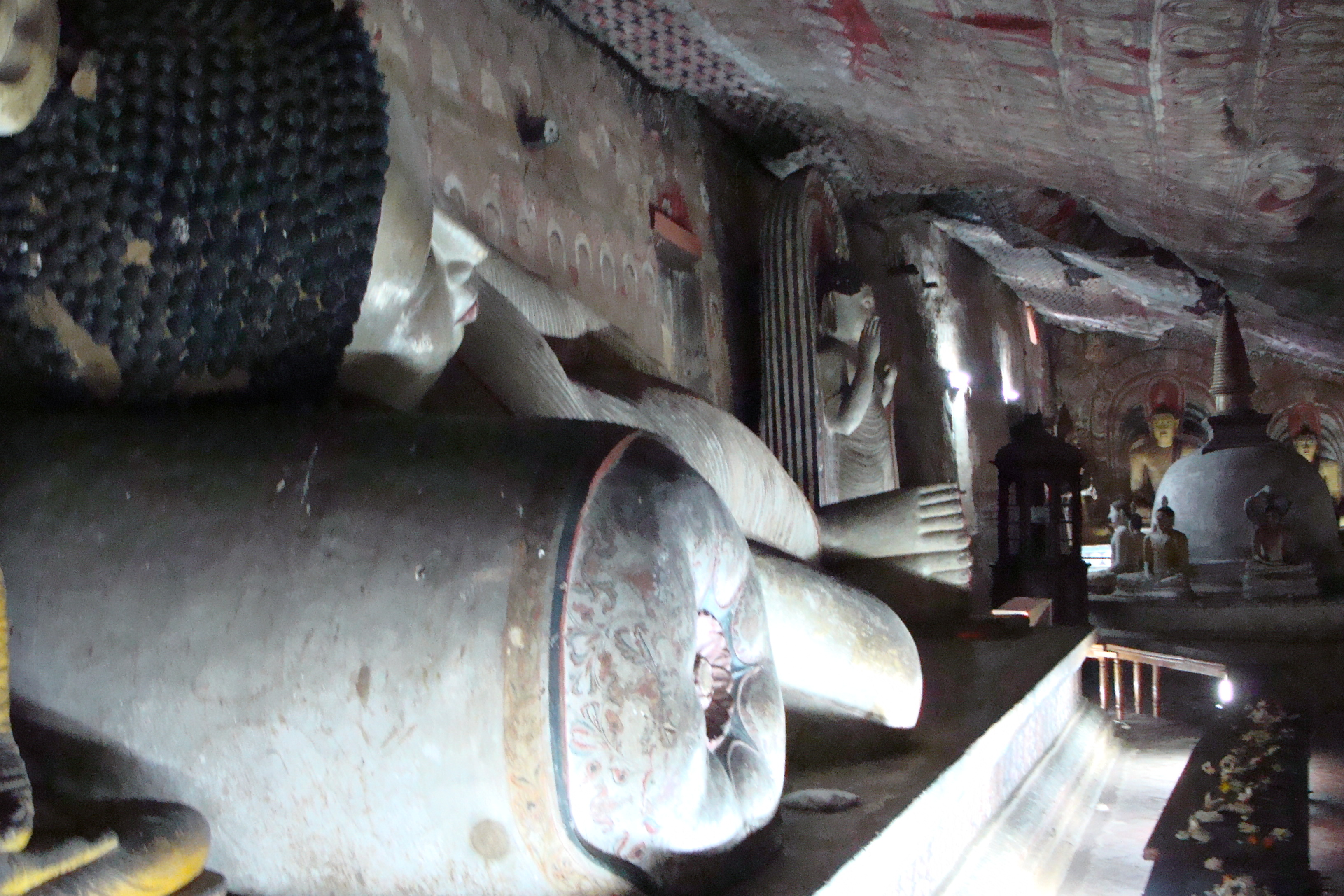
Лежачий Будда